# Yi Shui (vattendrag i Kina)
Yi Shui är ett vattendrag i Kina. Det ligger i provinsen Jiangxi, i den sydöstra delen av landet, omkring 130 kilometer söder om provinshuvudstaden Nanchang.
Genomsnittlig årsnederbörd är 2 316 millimeter. Den regnigaste månaden är juni, med i genomsnitt 432 mm nederbörd, och den torraste är oktober, med 18 mm nederbörd.